# Прухна (Сілезьке воєводство)
Прухна (пол. Pruchna) — село в Польщі, у гміні Струмень Цешинського повіту Сілезького воєводства.
Населення — 2477 осіб (2011).
У 1975-1998 роках село належало до Бельського воєводства.

## Демографія
Демографічна структура станом на 31 березня 2011 року:
|          | Загалом | Допрацездатний вік | Працездатний вік | Постпрацездатний вік |
| -------- | ------- | ------------------ | ---------------- | -------------------- |
| Чоловіки | 1222    | 227                | 863              | 132                  |
| Жінки    | 1255    | 240                | 724              | 291                  |
| Разом    | 2477    | 467                | 1587             | 423                  |